# Енак
Енак (фр. Aynac) насеље је и општина у јужној Француској у региону Миди Пирене, у департману Лот која припада префектури Фижак.
По подацима из 2011. године у општини је живело 604 становника, а густина насељености је износила 28,03 становника/km². Општина се простире на површини од 21,55 km². Налази се на средњој надморској висини од 351 метар (максималној 607 m, а минималној 324 m).

## Демографија
| 1962. | 1968. | 1975. | 1982. | 1990. | 1999. | 2011. |
| ----- | ----- | ----- | ----- | ----- | ----- | ----- |
| 639   | 667   | 637   | 614   | 604   | 527   | 604   |

График промене броја становника у току последњих година